# William Alves (calciatore 1987)
William Augusto Alves Conserva, noto semplicemente come William Alves (Marília, 29 aprile 1987), è un calciatore brasiliano, difensore del Santa Cruz.

## Carriera
Ha giocato nella seconda divisione brasiliana e nella prima divisione dei campionati hongkonghese, portoghese, brasiliano e saudita.